# جايسون سوين
جايسون سوين (بالإنجليزية: Jayson Swain)‏ هو لاعب كرة قدم أمريكية أمريكي، ولد في 27 يوليو 1984 في شيكاغو في الولايات المتحدة.